# A Momentary Lapse of Reason
A Momentary Lapse of Reason trinaesti je studijski album britanskog progresivnog rock sastava Pink Floyd. Album su 7. rujna 1987. godine objavile diskografske kuće EMI i Columbia Records. Nastao je odlukom gitarista Davida Gilmoura da materijal izvorno snimljen za svoj treći samostalni album objavi na novom albumu Pink Floyda na kojem bi uz njega svirali bubnjar Nick Mason i klavijaturist Richard Wright. Iako zbog legalnih razloga Wright nije mogao ponovno postati član grupe, Wright i Mason pomogli su Gilmouru stvoriti ono što je kasnije postao prvi album Pink Floyda od prosinca 1985. godine, kada je basist, pjevač i glavni pisac pjesama Roger Waters napustio grupu.
A Momentary Lapse of Reason bio je uglavnom sniman u Gilmourovoj preuređenoj plutajućoj kući, Astoriji. Produkciju albuma obilježio je odvijajući pravni spor s Watersom oko toga tko drži pravo na ime Pink Floyd. Spor je bio zaključen nekoliko mjeseci poslije objave albuma. Za razliku od mnogih studijskih albuma Pink Floyda, A Momentary Lapse of Reason ne sadrži neku središnju temu te je umjesto toga kolekcija Gilmourovih pjesama, ponekih napisanih uz pomoć vanjskih suradnika.
Iako je dobio mješovite kritike i poruge kritičara, A Momentary Lapse of Reason bio je prodan u više primjeraka od prethodnog albuma Pink Floyda, The Final Cuta (1983.), i njegovu je objavu podržala uspješna svjetska turneja. U SAD-u je album ostvario četverostruku platinastu nakladu.

## Pozadina
Nakon objave prethodnog albuma The Final Cut 1983. godine, za koji se smatralo da je de facto samostalni album Rogera Watersa, članovi sastava radili su na individualnim samostalnim projektima. Gitarist David Gilmour na svojem je drugom samostalnom albumu About Face (1984.) izrazio osjećaje o svojoj problematičnoj vezi s Watersom i zaključio njegovu popratnu turneju dok je Waters tek otišao na svoju turneju kako bi podržao svoj debitantski samostalni album, The Pros and Cons of Hitch Hiking. Iako su obojici na turnejama pripomogli mnogi uspješni izvođači, u Watersovom slučaju čak i Eric Clapton, njihovi su samostalni nastupi privlačili manje obožavatelja od Pink Floyda; slaba prodaja ulaznica natjerala je Gilmoura na otkazivanje nekoliko koncerata, dok je kritičar David Fricke smatrao da je Watersov nastup "mrzovoljna jeka, proziran pokušaj dokazivanja da Roger Waters jest Pink Floyd". Waters se vratio u SAD u ožujku 1985. godine sa svojom drugom turnejom, ovaj put organiziranom uz pomoć CBS Recordsa koji je izrazio svoju sklonost prema novom albumu Pink Floyda; Waters je kritizirao korporaciju i nazvao ju "strojem".
| U to vrijeme, zaista, [...] nisam vidio mogućnost snimanja sljedećeg albuma; ako bismo ga mogli snimiti, [vjerovao sam] da bismo to učinili daleko u budućnosti, i to vrlo vjerojatno zbog nekog osjećaja dužnosti, a ne neke vrste entuzijazma.— Nick Mason, In the Studio with Redbeard (1987.) |

Nakon što je 1985. godine bubnjar Nick Mason posjetio jedan od Watersovih londonskih nastupa, priznao je kako mu je nedostajalo nastupanje pod imenom Pink Floyda. Njegov se posjet poklopio s objavom njegovog drugog samostalnog albuma Profiles u kolovozu iste godine; na navedenom je albumu pjevao Gilmour. Zbog zajedničke su ljubavi prema letenju Mason i Gilmour pohađali instrukcije iz letenja i zajedno kupili avion marke de Havilland Dove. Gilmour se posvećivao i drugim suradnjama, među kojima se ističu nastup s Bryanom Ferryjem na konceru Live Aid iz 1985. godine i njegov položaj koproducenta istoimenog albuma sastava The Dream Academy.
U prosincu 1985. godine Waters je izjavio kako je napustio Pink Floyd, za koji je smatrao da je "u kreativnom smislu bila iskorištena sila". Međutim, nakon propasti njegove turneje About Face, Gilmour se nadao kako će moći nastaviti raditi pod imenom Pink Floyda. Gilmour, Mason i CBS Records Watersu su prijetili parnicom, pokušavajući ga natjerati da sklada i bude producent još jednom albumu Pink Floyda zajedno sa svojim kolegama iz grupe, koji su jedva sudjelovali u stvaranju The Final Cuta; Gilmour je posebice kritizirao navedeni album iz 1983. godine, opisujući ga "jeftinim umetkom" i "krivudavim smećem". Parnica je Watersu nudila samo jednu drugu mogućnost: formalno napustiti Pink Floyd kako bi se zaštitio od parnice koja bi ga, prema njegovim riječima, "u potpunosti uništila".
Gilmour je izjavio: "Prije nego što je [Waters] otišao, rekao sam mu, 'Ako odeš, čovječe, mi nastavljamo dalje. Budi siguran u to, nastavljamo dalje', i Roger mi je odgovorio: 'Nikad nećete jebeno uspjeti.'" Waters je pisao EMI-u i Columbiji, objavljujući im svoju namjeru za napuštenjem grupe i tražeći ih da ga oslobode njegovih ugovornih obveza. Također je napustio usluge Stevea O'Rourkea, menadžera Pink Floyda, i zaposlio Petera Rudgea da vodi njegove poslove. Taj su događaj Gilmour i Mason smatrali dopuštenjem za korištenje imena Pink Floyd.
U Watersovoj je odsutnosti Gilmour počeo okupljati glazbenike za novi projekt. Nekoliko je mjeseci prije klavijaturist Jon Carin svirao s Gilmourom u njegovom studiju Hookend, gdje je skladao raspored akorda za ono što je kasnije postala skladba "Learning to Fly", te ga je Gilmour pozvao u svoj tim. Gilmour je pozvao Boba Ezrina (koproducenta albuma The Wall iz 1979. godine) da pomogne pri utvrđivanju njihovog glazbenog materijala; Ezrin je odbio Watersovu ponudu za sudjelovanje u razvoju njegovog novog samostalnog albuma Radio K.A.O.S., izjavljujući da je bilo "daleko jednostavnije za Davea i mene da načinimo svoju inačicu Floyd albuma". Ezrin je stigao u Englesku sredinom 1986. za ono što je Gilmour kasnije opisao "ljenčaranjem s mnogo demosnimki". U to vrijeme nije postojala čvrsta privrženost novom albumu Pink Floyda te je Gilmour i dalje tvrdio kako bi novi materijal mogao završiti na njegovom trećem samostalnom albumu. CBS-ov predstavnik, Stephen Ralbovsky, nadao se novom albumu Pink Floyda, ali je na sastanku održanom u studenom 1986. godine rekao Gilmouru i Ezrinu kako glazba "uopće jebeno ne zvuči kao Pink Floyd". Gilmour je kasnije priznao kako je novi projekt bio težak bez Watersa. Gilmour je eksperimentirao s kantautorima kao što su Eric Stewart i Roger McGough, ali je na koncu odabrao Anthonyja Moorea, koji će kasnije biti priznat kao koautor pjesama "Learning to Fly" i "On the Turning Away". Umjesto da snimi konceptualni album, Gilmour je odabrao konvencionalniji pristup, stvarajući zbirku pjesama bez tematske poveznice. Do kraja je godine odlučio kako će novi materijal biti dio novog projekta Pink Floyda.

## Snimanje
A Momentary Lapse of Reason bio je sniman u nekoliko različitih studija, uglavnom u Gilmourovom studiju na brodu Astoria, plovilu usidrenom na Temzi; prema Ezrinu, "raditi tamo bilo je jednostavno čarobno i inspirirajuće; djeca su veslala rijekom, iznad nas su prelijetale guske ..." Andy Jackson, kolega ortaka grupe, Jamesa Guthriea, bio je inženjer zvuka tijekom snimanja. Tijekom sesija održanih između studenog 1986. i veljače 1987. Gilmourov je sastav radio na novom materijalu koji je, za razliku od prethodnih albuma Floyda, bio snimljen analognim strojem od 24 kanala i onda presnimljen na 32-kanalni Mitsubishijev digitalni snimač. Ovaj je trend korištenja novih tehnologija bio nastavljen upotrebom MIDI sinkronizacije, potpomognute Appleovim računalom Macintosh.
Nakon što je pristao preraditi materijal koji je Ralbovsky smatrao tako nepoželjnim, Gilmour je zaposlio studijske glazbenike poput bubnjara Carminea Appicea i Jima Keltnera. Obojica su kasnije zamijenila Masona na većini pjesama na albumu; Mason se bojao kako je premalo vježbao da bi svirao na albumu te se stoga posvetio zvučnim efektima. Određene su bubnjarske dionice odsvirali bubnjarski strojevi. U vrijeme je sesija supruga bivšeg klavijaturista Pink Floyda, Richarda Wrighta, upitala Gilmoura bi li i on mogao pridonijeti projektu. Jedan od osnivača sastava, Wright je napustio grupu 1979. godine te su njegovom povratku smetale određene pravne prepreke, ali joj se vratio nakon sastanka u Hampstead. Gilmour je kasnije priznao u intervjuu s autorom Karlom Dallasom da bi ih Wrightova prisutnost "učinila snažnijima u pravnom i glazbenom smislu". Zbog toga je bio zaposlen kao plaćeni glazbenik s tjednom plaćom od 11.000 dolara, no njegovi su doprinosi bili minimalni. Većina je klavijaturističkih dionica već bila snimljena te je od veljače 1987. Wright stvarao pozadinska pojačanja svirajući Hammond orgulje i klavir marke Rhodes, dodavajući također i nekoliko vokalnih harmonija. Klavijaturist je također odsvirao i solističku dionicu na pjesmi "On the Turning Away" koja je naknadno bila odbačena; prema Wrightovim riječima, to se nije dogodilo "jer im se nije sviđala ... jednostavno su mislili da ne pristaje pjesmi." Gilmour je kasnije komentirao: "I Nick i Rick su u početku bili katatonični u pogledu svojih sposobnosti za sviranje. Niti jedan od njih nije zapravo svirao na ovome. Prema mojem ih je mišljenju uništio Roger …" Gilmourovi su komentari naljutili Masona, koji se prisjetio: "Porekao bih da sam bio katatoničan. Očekivao bih to od protivnika, manje je privlačno kad to kaže jedan od saveznika. U jednom mi se trenutku na neki način ispričao." Mason je ipak priznao da je Gilmour bio nervozan oko toga kako će album biti percipiran.
"Learning to Fly", koja sadrži tekst "circling sky, tongue-tied and twisted, just an earthbound misfit, I" ("Nebo koje okružuje, nijem i uvrnut, samo nespretnjaković vezan za Zemlju, ja"), bila je inspirirana Gilmourovim instrukcijama letenja koje su se ponekad kosile s njegovim studijskim obvezama. Pjesma također sadrži i snimku Masonova glasa koja je bila načinjena tijekom uzlijetanja. Sastav je eksperimentirao sa zvučnim samplovima te je Ezrin snimio zvuk Gilmourova lađara, Langleyja Iddensa, kako vesla preko Temze. Iddensova je prisutnost na sesijama postala vrlo bitna kada se jednom prilikom Astoria počela podizati zbog brzo rastuće rijeke koja je gurala brod na pristanište pored kojeg je bio usidren. "The Dogs of War" je, prema Gilmouru, pjesma o "fizičkim i političkim plaćenicima". Nastala je zahvaljujući nesretnom slučaju u studiju, kada je stroj za samplove počeo reproducirati uzorak smijeha za koji je gitarist mislio da zvuči poput psećeg laveža. "Terminal Frost" bio je jedan od Gilmourovih starijih demouradaka; neko je vrijeme razmišljao o tome da mu doda tekst, ali ga je na koncu ostavio instrumentalom. Suprotno tome, tekst skladbe "Sorrow" bio je napisan prije glazbe. Početna je gitarska solo dionica u pjesmi bila snimljena u Memorial Sports Areni u Los Angelesu. Pokretni studio s 24 kanala povezao je Gilmourove dionice svirane na Fender gitari s javnim razglasom te je završni miks bio snimljen uz korištenje tehnike prostornog zvuka.
Unatoč mirnoj atmosferi koju je nudila Astoria, sesije su često prekidale rastuće svađe između Watersa i Pink Floyda oko toga tko drži prava na ime Pink Floyd. Steve O'Rourke je, vjerujući da je njegov menadžerski ugovor s Watersom razvrgnut na nezakonit način, tužio Watersa za 25.000 funti provizije retroaktivno. Na sastanku odbora Pink Floyd Music Ltd-a krajem 1986. godine (od 1973. godine klirinškog zavoda Pink Floyda za sve financijske transakcije) Waters je doznao kako je bankovni račun bio otvoren isključivo za financiranje "novog projekta Pink Floyda". Odmah je uložio zahtjev Visokom sudu i pokušao spriječiti daljnje korištenje imena Pink Floyd, no njegovi su odvjetnici otkrili kako ugovor nikad nije bio službeno potvrđen. Waters se vratio Visokom sudu kako bi pokušao postaviti veto na dodatno korištenje imena grupe. Gilmourov je tim odgovorio objavivši diplomatsku izjavu za tisak, potvrdivši da će Pink Floyd i dalje postojati; međutim, gitarist je kasnije rekao reporteru Sunday Timesa: "Roger je vrtlarev pas i borit ću se s njim, niti jedna druga osoba nije tvrdila da je Pink Floyd u potpunosti ona sama. Svatko tko to čini strašno je arogantan." Waters je dvaput posjetio Astoriu te su se on i njegova supruga u kolovozu 1986. sastali s Ezrinom (producent je kasnije sugerirao da je bio "provjeravan"). Budući da je Waters i dalje bio dioničar i direktor tvrtke Pink Floyd Music, bio je u mogućnosti stopirati sve odluke koje bi donijeli njegovi bivši kolege iz sastava. Snimanje albuma nastavilo se u studiju Mayfair Studios u veljači 1987. godine te od veljače do ožujka – prema uvjetima dogovora s Ezrinom koji su tražili da se snima blizu njegove kuće – u studiju A&M Studios u Los Angelesu: "Bilo je fantastično jer ... odvjetnici nisu mogli zvati usred snimanja osim ako ne bi nazvali usred noći." Gorčinu sukoba između Watersa i Pink Floyda pokrio je Rolling Stone u svojem izdanju iz studenog 1987. koje je kasnije postalo najprodavanije izdanje časopisa iz te godine. Pravni je spor bio razriješen krajem 1987. godine.

## Pakiranje i naziv
O nazivu se albuma pažljivo razmatralo. Izvorna su tri kandidata bila Signs of Life ("Znakovi života"), Of Promises Broken ("O prekršenim obećanjima") i Delusions of Maturity ("Zablude zrelosti"). Dizajner Storm Thorgerson je, po prvi puta od albuma  Animals iz 1977. godine, radio na naslovnici studijskog albuma Pink Floyda. Njegov je dovršeni dizajn prikazivao dugačku rijeku bolničkih kreveta raspoređenih na plaži, što je bilo inspirirano citatom iz pjesme "Yet Another Movie" i Gilmourovim nejasnim savjetom dizajna koji je uključivao krevet u mediteranskoj kući, kao i "tragove veza koji su isparile i ostavile samo jeku". Naslovnica prikazuje stotinu bolničkih kreveta raspoređenih na plaži Saunton Sands u Devonu (gdje su bile snimljene i neke scene za film Pink Floyd – The Wall). Krevete je rasporedio Thorgersonov kolega, Colin Elgie. Na nebu se vidi zmaj, što jasno upućuje na skladbu "Learning to Fly". Fotograf Robert Dowling je za fotografiju, za koju je bilo potrebno oko dva tjedna za nastanak, osvojio zlatnu nagradu Društva fotografa. Kako bi se istaknula poruka da je Waters napustio grupu, knjižica je albuma sadržavala fotografiju grupe – samo Gilmoura i Masona – koju je uslikao David Bailey. Njena je pojava označila prvi put od albuma Meddle iz 1971. godine da je fotografija grupe bila uvrštena u omot albuma Pink Floyda. Richard Wright predstavljen je samo imenom u popisu zasluga, ali se također pojavljuje u fotografijama koje su bile uvrštene na kasnijim reizdanjima albuma.

## Popis pjesama
| 1.    | »Signs of Life« (instrumental)    | David Gilmour, Bob Ezrin                 | 4:24 |
| 2.    | »Learning to Fly«                 | Gilmour, Anthony Moore, Ezrin, Jon Carin | 4:53 |
| 3.    | »The Dogs of War«                 | Gilmour, Moore                           | 6:05 |
| 4.    | »One Slip«                        | Gilmour, Phil Manzanera                  | 5:10 |
| 5.    | »On the Turning Away«             | Gilmour, Moore                           | 5:42 |
| 6.    | »Yet Another Movie«               | Gilmour, Pat Leonard                     | 6:28 |
| 7.    | »Round and Around« (instrumental) | Gilmour                                  | 1:02 |
| 8.    | »A New Machine (Part 1)«          | Gilmour                                  | 1:46 |
| 9.    | »Terminal Frost« (instrumental)   | Gilmour                                  | 6:17 |
| 10.   | »A New Machine (Part 2)«          | Gilmour                                  | 0:38 |
| 11.   | »Sorrow«                          | Gilmour                                  | 8:46 |
| 51:14 |                                   |                                          |      |

## Objava i recenzije
A Momentary Lapse of Reason bio je objavljen u Ujedinjenom Kraljevstvu i SAD-u 7. rujna 1987. godine. U obje se države odmah našao na trećem mjestu ljestvica te su ga od vrha dijelili album Bad Michaela Jacksona i  Whitesnakeov istoimeni album.
U usporedbi s The Final Cutom, Gilmour je prikazao A Momentary Lapse kao povratak Floydu starijih dana, izjavljujući kako vjeruje da su, pri kraju Watersovog članstva u grupi, stihovi bili važniji od glazbe. Gilmour je dodatno komentirao: "The Dark Side of the Moon i Wish You Were Here nisu bili toliko uspješni samo zbog Rogerovih doprinosa, već i zbog toga što je tada postojala bolja ravnoteža između glazbe i stihova [nego na kasnijim albumima]". Dodao je da je s A Momentary Lapse ponovo pokušao uspostaviti tu raniju, uspješniju ravnotežu. Waters je bio oštar prilikom ocjenjivanja novog albuma te se s njegovim pogledom Wright kasnije djelimice složio, izjavljujući: "Rogerove kritike drže vodu. Ono nije bio album grupe."
Pišući za časopis Q, Phil Sutcliffe tvrdio je da A Momentary Lapse "doista zvuči kao album Pink Floyda" te je istaknuo dvodijelnu skladbu "A New Machine" kao "jezovito prekrasnu vokalnu eksploraciju, koral multitracka, jeke i distorzije koji je dugačkim trenucima tišine slomljen u bolne dijeliće" i "briljantnim potezom mašte". Sutcliffe je zaključio: "A Momentary Lapse Gilmourov je album u jednakoj mjeri kao što je prethodnim četirima albumima pod imenom Floyda dominirao Waters … Očito ovdje u pitanju nisu bili samo osjećaj za biznis i potisnuti ego, već i potisnuti talent koji je natjerao gitarista da inzistira na tome da nastavi pod poznatim imenom grupe." Primijetivši povratak glazbenijem stilu ranijih, klasičnih radova Pink Floyda, Sounds je izjavio kako je album "preskočio zid [The Wall] i otišao tamo gdje su dijamanti ludi ["Shine On You Crazy Diamond"], mjeseci imaju mračne strane [The Dark Side of the Moon], a majke imaju atomska srca [Atom Heart Mother]".
Suprotno tome, Greg Quill iz novina Toronto Star napisao je: "Ovdje nešto fali. Ovo, uz svu svoju glomaznu težinu, nije album koji izaziva i provocira kako bi [album Pink Floyda] trebao činiti. Žao mi je što moram reći da je A Momentary Lapse of Reason prosječan i predvidljiv." Kritičar Village Voicea, Robert Christgau, komentirao je: "Ukratko, teško biste primijetili da više nema majstora koncepta grupe – osim po tome da su očigledno objavili puno manje ideja." Pišući u nedavnije doba za stranicu AllMusic, William Ruhlmann opisao je ovaj uradak "Gilmourovim samostalnim albumom po svemu osim po imenu".
A Momentary Lapse of Reason postigao je srebrnu i zlatnu nakladu u Ujedinjenom Kraljevstvu 1. listopada 1987. te zlatnu i platinastu nakladu u SAD-u 9. studenog iste godine. Naknadne je godine, dana 18. siječnja 1988., postigao dvostruku platinastu nakladu, 10. ožujka 1992. trostruku i 16. kolovoza 2001. četverostruku platinastu nakladu, što je dokaz tome da je lako bio prodan u više primjeraka od The Final Cuta. Album je bio reizdan 1988. godine u ograničenoj vinilnoj inačici koja je sadržavala postere i zahtjeve za zagarantirane ulaznice za nadolazeće koncerte grupe u Ujedinjenom Kraljevstvu. Album je bio digitalno remasteriran i ponovno reizdan 1994. godine te je tri godine kasnije u SAD-u, u čast njegovoj desetoj obljetnici, bila objavljena posebna inačica albuma. Godine 2011., A Momentary Lapse ponovo je bio remasteriran kako bi mogao biti uvršten u box set sastava pod imenom Discovery; ovog je puta uz Wrightovo ime pisalo da je član skupine, a fotografija grupe (na kojoj su bili prikazani Gilmour i Mason) bila je maknuta; zamijenila ju je dodatna ilustracija StormStudiosa.

## Turneja
Skupina je odlučila podržati album turnejom čak i prije nego što je bio dovršen. Prva su uvježbavanja bila kaotična; Mason i Wright nisu bili dovoljno uvježbani, a Gilmour je, shvaćajući da je posla bilo previše, zamolio Ezrina da preuzme kontrolu. Stvari su postale složenije kad je Waters kontaktirao nekoliko američkih promotora i prijetio im da će ih tužiti budu li se služili imenom Pink Floyda. Gilmour i Mason financirali su početne troškove (Mason, koji se rastao od svoje supruge, u zalog je dao svoj Ferrari 250 GTO). Neke je promotore Watersova prijetnja uvrijedila te se, nakon nekoliko mjeseci, u Torontu počelo prodavati 60.000 ulaznica; bile su rasprodane u nekoliko sati.
Dok je nova postava grupe (s Wrightom) bila na sjevernoameričkoj turneji, Watersova se Radio K.A.O.S. turneja povremeno održavala u blizini. Basist je zabranio svim članovima Pink Floyda da dolaze na njegove nastupe, koji su se uglavnom održavali na manjim prostorima od onih na kojima su se održavali koncerti njegovog bivšeg sastava. Waters je također izdao sudski nalog zbog povrede autorskih prava na korištenje leteće svinje, a Pink Floyd je odgovorio tako što je na donji dio balona pričvrstio ogromni set testisa kako bi se razlikovao od Watersova dizajna. Do studenog se 1987. godine Waters predao te je 23. prosinca, tijekom sastanka na Astoriji, konačno bila postignuta pravna nagodba. Mason i Gilmour smjeli su koristiti ime Pink Floyda, a Waters je, između ostalog, dobio prava na The Wall. Međutim, Waters je komentirao da grupa više nikad neće biti tako uspješna kao što je bila dok je on bio njen član.
Turneja Momentary Lapse bila je vrlo uspješna. U svakom je rezerviranom mjestu za održavanje koncerta u SAD-u broj novca u blagajni nadmašio rekorde, čineći ovo uspješnijom američkom turnejom od bilo koje druge grupe te godine. Ubrzo su uslijedile turneje po Australiji, Japanu i Europi prije nego što se grupa dva puta vratila u SAD. Ulaznice su bile rasprodane za gotovo svako mjesto nastupa. Koncertni album, Delicate Sound of Thunder, bio je objavljen 22. studenog 1988. te ga je nasljedio koncertni video u lipnju 1989. Nekoliko dana kasnije, koncertni je album bio reproduciran u orbiti, u svemirskoj letjelici Soyuz TM-7. Turneja je završila tako što je grupa zaključila koncert za one koji su dobili nagradu Silver Clef u Knebworth Parku, 30. lipnja 1990., nakon 200 nastupa, ukupno 4.25 milijuna obožavatelja i zarade od više od 60 milijuna funti (ne računajući prodaju robe).

## Zasluge
| Pink Floyd - David Gilmour – vokali, gitara, klavijature, sekvencer, produkcija - Nick Mason – vokali (na pjesmi 1), elektronički i akustički bubnjevi, zvučni efekti Ostalo osoblje - Andrew Jackson – inženjer zvuka, miksanje - Robert (Ringo) Hyrcyna – asistent - Marc Desisto – asistent - Stan Katayama – asistent - Jeff Demorris – asistent - James Guthrie – dodatno remiksanje - Storm Thorgerson – umjetnički direktor, koncept naslovnice - Andrew Ellis – grafički dizajn - Robert Dowling – fotografija - Robert Mort – dodatna fotografija - Mekon – ilustracije | Dodatni glazbenici - Richard Wright – prateći vokali (na pjesmama "Learning to Fly", "On the Turning Away" i "Sorrow"), klavir, Kurzweil, Hammond orgulje - Bob Ezrin – klavijature, udaraljke, sekvenceri, produkcija - Tony Levin – bas-gitara, Chapman stick - Jim Keltner – bubnjevi - Steve Forman – udaraljke - Jon Carin – klavijature - Tom Scott – alt i sopran saksofon - Scott Page – tenor saksofon - Carmine Appice – bubnjevi - Patrick Leonard – sintesajzer - Bill Payne – Hammond orgulje - Michael Landau – gitara - John Halliwell – saksofon - Darlene Koldenhaven – prateći vokali - Carmen Twillie – prateći vokali - Phyllis St. James – prateći vokali - Donnie Gerrard – prateći vokali |